# Barbara Windsor
Pour les articles homonymes, voir Windsor.
Barbara Windsor, née le 6 août 1937 à Londres en Angleterre et morte le 10 décembre 2020 dans la même ville,, est une actrice britannique particulièrement connue pour ses rôles dans la série de films Carry On et pour le rôle de Peggy Mitchell dans le soap opera EastEnders.

## Biographie
Windsor est né à Shoreditch, Londres, en 1937 (sa naissance a été enregistrée à Stepney), le seul enfant de John Deeks, un marchand des quatre saisons, et de sa femme, Rose (née Ellis), une couturière. La famille vivait dans la rue Angela. Une de ses arrière-grands-mères maternelles, Mary, était la fille d'immigrants irlandais qui ont fui l'Irlande vers le Royaume-Uni entre 1846 et 1851 pour échapper à la famine irlandaise de la pomme de terre. En 1939, la famille est allée vivre avec des parents à Yoakley Road, Stoke Newington, où Windsor a fréquenté la St Mary's Infants School, à proximité de Lordship Road. Elle a été évacuée à Blackpool pendant la Seconde Guerre mondiale. À son retour en 1944, elle fréquente l'école William Patten de Church Street.
Après la guerre, elle a réussi ses 11 examens et plus et a obtenu une bourse pour une place au couvent Notre-Dame de Stamford Hill, où elle a obtenu un niveau A en gestion des expéditions. Sa mère l'a payée pour avoir des cours d'élocution, et elle s'est formée à l'école Aida Foster de Golders Green, faisant ses débuts sur scène à 13 ans et ses débuts dans le West End en 1952 dans le chœur de la comédie musicale Love From Judy qui a duré deux ans. Elle a pris le nom de scène de Windsor en 1953, inspiré par le couronnement de la reine Élisabeth II. Le travail télévisuel a rapidement afflué avec sa première série de Dreamer's Highway, The Jack Jackson Show et Six-Five Special.

## Filmographie

### Cinéma
- 1954 : Les Belles de Saint-Trinian : une écolière
- 1955 : L'Enfant et la Licorne : la blonde qui craque sur Sam
- 1956 : La Page arrachée : la jeune chimiste
- 1959 : Make Mine a Million : l'opératrice téléphonique
- 1960 : La Blonde et les Nus de Soho : Ponytail
- 1961 : Flammes dans la rue : la petite-amie
- 1961 : On the Fiddle : Mavis
- 1962 : Hair of the Dog : Elsie Grumble
- 1962 : Death Trap : Babs Newton
- 1963 : Sparrows Can't Sing : Maggie
- 1964 : Agent secret 00.0H contre docteur Crow : Daphne Honeybutt
- 1964 : Crooks in Cloisters : la fille en bikini
- 1965 : San Ferry Ann : la promeneuse
- 1965 : Sherlock Holmes contre Jack l'Éventreur : Annie Chapman
- 1968 : Carry on Doctor : Sandra May
- 1968 : Chitty Chitty Bang Bang : la blonde
- 1969 : Les Cinglés du camping : Babs
- 1969 : Carry on Again Doctor : Maud Boggins
- 1971 : Carry on Henry : Bettina
- 1971 : The Boy Friend : Rosie et Hortense
- 1972 : Carry on Matron : Susan Ball
- 1972 : L'Île en folie : Sadie Tomkins
- 1973 : Not Now Darling : Sue Lawson
- 1973 : Carry on Girls : Hope Springs
- 1974 : Carry on Dick : Harriet
- 1977 : That's Carry On! : plusieurs personnages
- 1986 : Comrades : Mme Wetham
- 1987 : It Couldn't Happen Here : la mère de Neil
- 2000 : EastEnders: 15 Years of EastEnders : la présentatrice
- 2010 : Alice au pays des merveilles : le loir
- 2016 : Alice de l'autre côté du miroir : le loir

### Télévision
- 1958 : On with the Show!
- 1961 : Armchair Theatre : Mlle Gibbon (1 épisode)
- 1961-1963 : The Rag Trade : Gloria (16 épisodes)
- 1968 : Dad's Army : Laura la Plaz (1 épisode)
- 1968-1969 : Wild, Wild Women : Millie (7 épisodes)
- 1975 : Carry On Laughing : plusieurs personnages (8 épisodes)
- 1980 : Worzel Gummidge : Saucy Nancy (4 épisodes)
- 1989 : Bluebirds : Mabel Fletcher (6 épisodes)
- 1994-2016 : EastEnders : Peggy Mitchell (1 561 épisodes)
- 1995 : One Foot in the Grave : la militante (1 épisode)
- 2006 : Doctor Who : Peggy Mitchell (1 épisode)